# مايك ستار
مايك ستار (بالإنجليزية: Mike Starr)‏ (و. 1950  م) هو ممثل تلفزي، وممثل أفلام أمريكي، ولد في نيويورك.

## التعليم
تعلم في جامعة هوفسترا
.

## وصلات خارجية
- مايك ستار على موقع IMDb (الإنجليزية)
- مايك ستار على موقع قاعدة بيانات الأفلام العربية
- مايك ستار على موقع ألو سيني (الفرنسية)
- مايك ستار على موقع ميوزك برينز (الإنجليزية)
- مايك ستار على موقع أول موفي (الإنجليزية)
- مايك ستار على موقع قاعدة بيانات برودواي على الإنترنت (الإنجليزية)
- مايك ستار على موقع قاعدة بيانات الأفلام السويدية (السويدية)
- مايك ستار على موقع إن إن دي بي (الإنجليزية)
- مايك ستار على موقع قاعدة بيانات الفيلم (الإنجليزية)
- مايك ستار على موقع كينوبويسك (الروسية)